# Sycon quadrangulatum
Sycon quadrangulatum is een sponssoort in de taxonomische indeling van de kalksponzen (Calcarea) en behoort tot de familie Sycettidae. De wetenschappelijke naam van de soort werd in 1868 voor het eerst geldig gepubliceerd door Schmidt als Syconella quadrangulata.

## Beschrijving
De spons leeft in de zee en zijn steencel bestaat uit calciumcarbonaat. Door de vorm en de enkele opening (oscule) aan het uiteinde van de cilinder kan deze op enige afstand verward worden met een zakpijp. De opening wordt omlijst door fijne haartjes. De kleur is wit, grijs of lichtbruin. Na een levensduur van meestal niet meer dan een jaar kan hij een lengte van 9 cm bereiken. Larven komen in het voorjaar vrij en de spons sterft vaak direct daarna af.

## Verspreiding en leefgebied
Algemeen langs de Atlantische kust van Europa, van de Middellandse Zee tot aan de kust van Noorwegen. S. quadrangulatum lijkt de voorkeur te geven aan ondiepe wateren, waar hij vastzit aan rotsen of algen.